# Сплюшка негроська
Сплюшка негроська (Otus nigrorum) — вид совоподібних птахів родини совових (Strigidae). Ендемік Філіппін. Раніше вважався підвидом Філіпінської сплюшки, однак був визнаний окремим видом.

## Опис
Довжина птаха становить 22-25 см. Верхня частина тіла темно-коричнева, нижня частина тіла блідо-сіра, лицевий диск рудий з чорними краями, над очима блідо-сірі "брови", на голові пір'яні "вуха". Очі оранжеві, коричневі смуги на грудях відсутні.

## Поширення і екологія
Негроські сплюшки мешкають на островах Негрос і Панай в групі Вісайських островів. Вони живуть у вологих рівнинних і гірських тропічних лісах. Ведуть нічний спосіб життя, живляться комахами та іншими безхребетними. Гніздяться в дуплах дерев, в кладці 1-2 яйця.

## Збереження
МСОП класифікує цей вид як вразливий. За оцінками дослідників, популяція негроських сплюшок становить від 1000 до 2500 дорослих птахів. Їм загрожує знищення природного середовища.